# Žofie Amálie Mothová
Žofie Amálie Mothová, hraběnka ze Samsøe (28. března 1654, Kodaň – 17. ledna 1719, Jomfruens Egede) byla oficiálně uznávaná milenka krále Kristiána V. Dánského. Společně měli šest uznaných nemanželských dětí, z nichž všechny nesly příjmení Gyldenløve. V roce 1677 byla povýšena na první hraběnku ze Samsø. Je předkem dodnes existujícího dánského šlechtického rodu Danneskioldsko-Samsøských.
Žofie Amálie Mothová byla první oficiálně uznanou královskou milenkou v Dánsku.

## Biografie

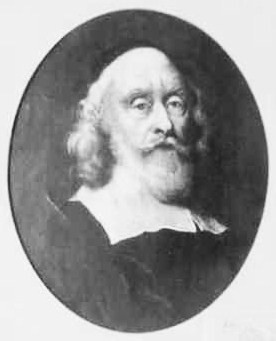
Její otec, Dr. Poul Moth, osobní lékař dánského a norského krále

Žofie Amálie se narodila 28. března 1654 jako dcera královského doktora Poula Motha (1601–1670) a Idy Dorothey Bureneusové (1624–1684).
S králem se poznala díky své matce někdy v letech 1671 nebo 1672. Žofie porodila Kristiánovi šest dětí, z nichž každé veřejně uznal. V souladu s praxí jeho otce a dědečka dostali všichni příjmení Gyldenløve.
V roce 1677 získala Žofie Amálie titul hraběnka ze Samsø. O vztahu se na královském dvoře vědělo od začátku, ale nebyl oficiální, dokud jí nebyl udělen titul a nebyla oficiálně představena u dvora.
V roce 1679 byly uznány její děti; v roce 1685 byly oficiálně představeny u dvora.

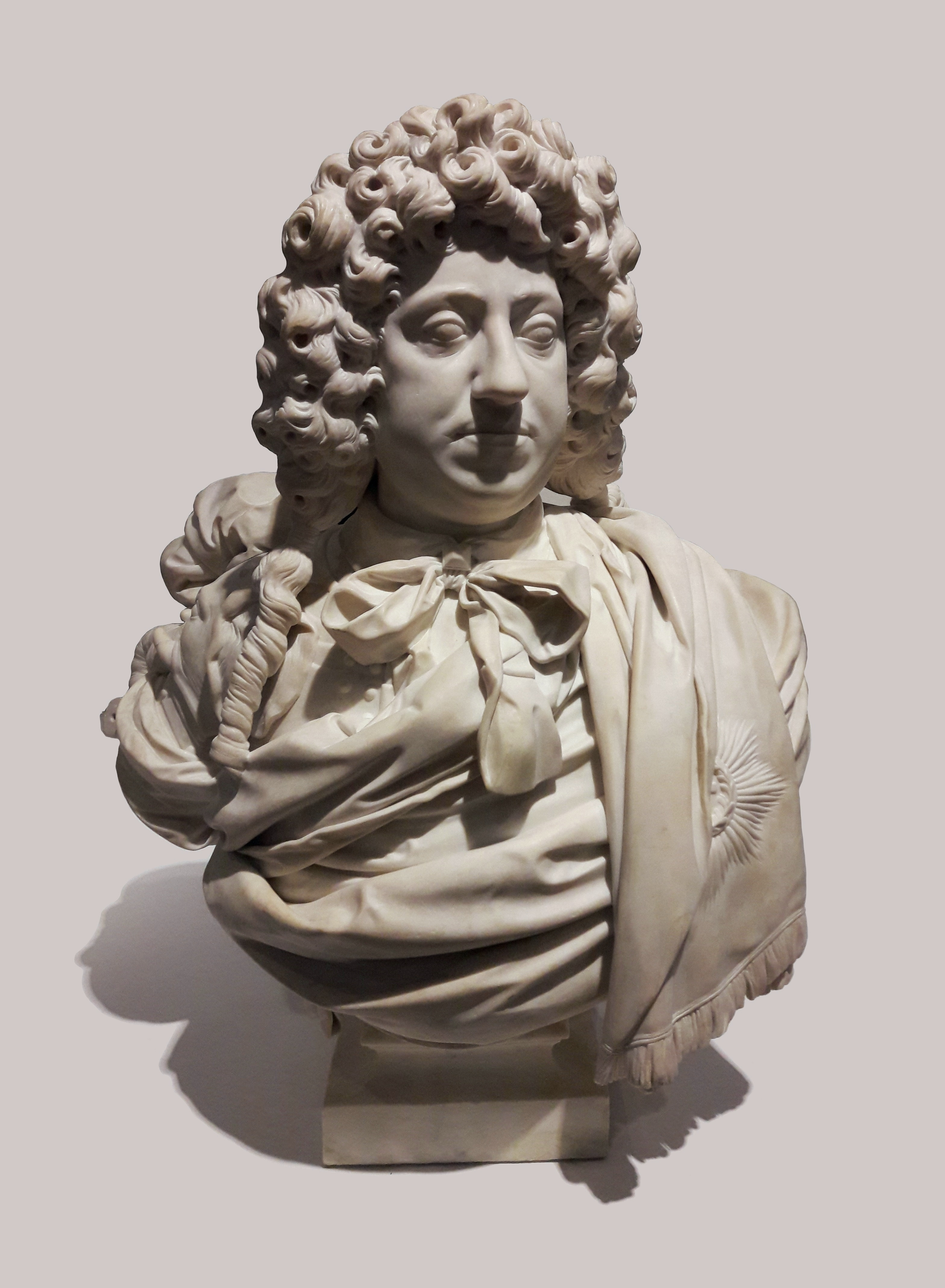
Mramorová busta Kristiána V. Dánského od Christiana Nergera, 80. léta 17. století, Národní muzeum ve Varšavě

Mothová žila docela diskrétně a neměla žádný politický vliv. Vztahu ve svůj prospěch využil zejména její bratr Matthias Moth. V roce 1682 jí byly uděleny statky v Gottorpu. Po smrti Nielse Juela v roce 1697 král zařídil, aby získala jeho sídlo, dnešní Thottův palác a sídlo francouzského velvyslanectví v Kodani.

## Děti
Mezi šest uznaných nelegitimních dětí Žofie Amálie a Kristiána V. patřili:
| Jméno                         | Narození         | Smrt              |
| ----------------------------- | ---------------- | ----------------- |
| Kristiána Gyldenløveová       | 7. července 1672 | 12. září 1689     |
| Kristián Gyldenløve           | 28. února 1674   | 16. července 1703 |
| Žofie Kristiána Gyldenløveová | 1675             | 18. srpna 1684    |
| Anna Kristiána Gyldenløveová  | 1676             | 11. srpna 1689    |
| Ulrich Kristián Gyldenløve    | 24. června 1678  | 8. prosince 1719  |
| Dcera                         | 1682             | 8. července 1684  |